# Heidelberg (Minnesota)
Cet article concerne la ville américaine du Minnesota. Pour la ville allemande, voir Heidelberg. Pour les autres significations, voir Heidelberg (homonymie).
La ville américaine de Heidelberg est située dans le comté de Le Sueur, dans l’État du Minnesota. Lors du recensement de 2010, sa population s’élevait à 122 habitants.

## Source
- (en) Cet article est partiellement ou en totalité issu de l’article de Wikipédia en anglais intitulé « Heidelberg, Minnesota » (voir la liste des auteurs).